# Matwiej Potasznik
Matwiej Moisiejewicz Potasznik (ros. Матвей Моисеевич Поташник, ur. 1908 w Jekaterynosławiu, zm. 25 marca 1964) – funkcjonariusz radzieckich służb specjalnych, generał major.

## Życiorys
Urodzony w rodzinie żydowskiej, uczeń telegrafisty w Jekaterynosławiu, skończył rabfak (fakultet robotniczy) w Dniepropietrowsku. W latach 1925–1939 członek Komsomołu. Od lutego 1929 pracownik okręgowego oddziału GPU w Dniepropietrowsku, później dniepropietrowskiego sektora operacyjnego GPU, w latach 1932-1934 pełnomocnik operacyjny Wydziału Tajno-Politycznego Dniepropietrowskiego Obwodowego Oddziału GPU. Od 13 lipca 1934 do grudnia 1936 pełnomocnik operacyjny Wydziału Tajno-Politycznego Zarządu Bezpieczeństwa Państwowego (UGB) Zarządu NKWD obwodu dniepropietrowskiego, od 23 marca 1936 młodszy porucznik bezpieczeństwa państwowego, od grudnia 1936 członek WKP(b), od grudnia 1936 do kwietnia 1937 pełnomocnik operacyjny Wydziału 4 UGB Zarządu NKWD obwodu dniepropietrowskiego, od kwietnia do sierpnia 1937 kursant Centralnej Szkoły NKWD ZSRR. Od 16 sierpnia 1937 do marca 1938 pełnomocnik operacyjny Wydziału 2 Wydziału 4 Głównego Zarządu Bezpieczeństwa Państwowego, od 5 listopada 1937 porucznik bezpieczeństwa państwowego, od marca do września 1938 pełnomocnik operacyjny Wydziału 4 Zarządu 1 NKWD ZSRR, od września 1938 do stycznia 1939 starszy śledczy Wydziału 2 Głównego Zarządu Bezpieczeństwa Państwowego, od stycznia do 4 września 1939 starszy śledczy Sekcji Śledczej NKWD ZSRR, od 11 kwietnia 1939 starszy porucznik bezpieczeństwa państwowego, od 4 września do 10 listopada 1939 starszy śledczy sekcji śledczej Głównego Zarządu Ekonomicznego NKWD ZSRR. Od 10 listopada 1939 zastępca szefa, a od 3 października 1940 do 26 lutego 1941 szef Zarządu NKWD obwodu permskiego/mołotowskiego. 14 marca 1940 awansowany na kapitana bezpieczeństwa państwowego, od 26 lutego do 31 lipca 1941 szef Zarządu NKGB obwodu mołotowskiego, od 31 lipca 1941 do 7 maja 1943 ponownie szef Zarządu NKWD obwodu mołotowskiego, 6 września 1941 awansowany na majora bezpieczeństwa państwowego, a 14 lutego 1943 komisarza bezpieczeństwa państwowego. Od 7 maja do 10 grudnia 1943 ponownie szef Zarządu NKGB obwodu mołotowskiego, od 10 grudnia 1943 do 14 listopada 1946 zastępca szefa Zarządu NKGB/MGB obwodu czelabińskiego, 9 lipca 1945 mianowany generałem majorem, od 26 grudnia 1946 do 9 lutego 1949 zastępca szefa Zarządu MWD Kraju Nadmorskiego, od 9 kwietnia 1949 do 15 maja 1950 szef Wydziału 1 i zastępca szefa Zarządu Ust-Wimskiego Poprawczego Obozu Pracy MWD, następnie zwolniony.

## Odznaczenia
- Order Czerwonego Sztandaru Pracy (3 czerwca 1942)
- Order Czerwonej Gwiazdy (26 kwietnia 1940 i 3 listopada 1944)
- Order „Znak Honoru” (20 września 1943)
- Odznaka "Honorowy Funkcjonariusz Czeki/GPU (XV)" (31 października 1938)

I medal.